# 세븐 데이즈 투 다이
세븐 데이즈 투 다이(7 Days to Die)는 더 펀 핌프스(The Fun Pimps)가 개발한 오픈 월드 배경의 얼리 액세스 서바이벌 호러 비디오 게임이다. 스팀 (서비스)에서 마이크로소프트 윈도우와 맥 OS X용으로 2013년 12월 13일 얼리 액세스를 통해 출시되었으며 리눅스용의 경우 2014년 11월 22일 출시되었다. 플레이스테이션 4와 엑스박스 원용 버전들은 2016년에 텔테일 퍼블리싱을 통해 출시되었으나 더 이상 개발되지는 않고 있다.

## 평가
| 평론 점수 평론사 점수 PS4 엑스박스 원 디스트럭토이드 N/A 3/10 [ 5 ] 게임즈마스터 48% [ 6 ] N/A 게임스팟 N/A 2/10 [ 7 ] IGN N/A 4.9/10 [ 8 ] OPM (UK) 5/10 [ 9 ] N/A The Digital Fix N/A 4/10 [ 10 ] Metro N/A 2/10 [ 11 ] 통합 점수 메타크리틱 45/100 [ 12 ] 35/100 [ 13 ] |        |             |
| 평론 점수 |        |             |
| 평론사 | 점수   | 점수        |
| 평론사 | PS4    | 엑스박스 원 |
| 디스트럭토이드 | N/A    | 3/10        |
| 게임즈마스터 | 48%    | N/A         |
| 게임스팟 | N/A    | 2/10        |
| IGN | N/A    | 4.9/10      |
| OPM (UK) | 5/10   | N/A         |
| The Digital Fix | N/A    | 4/10        |
| Metro | N/A    | 2/10        |
| 통합 점수 |        |             |
| 메타크리틱 | 45/100 | 35/100      |